# Rick Schmidt
Pour les articles homonymes, voir Schmidt.
Rick Schmidt, né le 30 octobre 1953, est un joueur américain de basket-ball. Il évolue durant sa carrière au poste d'ailier.

## Palmarès
- 3e du championnat du monde 1974